# Rouxinol do Rinaré
Rouxinol do Rinaré, (Banabuiú, 28 de setembro de 1966), cujo nome de batismo é Antonio Carlos da Silva é um escritor e poeta cordelista brasileiro. É pai da também cordelista Julie Ane Oliveira.

## Biografia
Nascido em Banabuiú em 28 de setembro de 1966, passou parte de sua infância no sertão do Ceará, e outra parte em Pindaré-Mirim, (MA). Mudou-se nos anos '90 para Pajuçara (Maracanaú) e fundou SOCIARTE e os periódicos literários A Porta Cultural dos Aletófilos e O Benemérito, com a colaboração de outros amigos e poetas. Figura entre os membros da Academia Brasileira de Cordel e da Sociarte (Sociedade dos Amigos de Rodolpho Theóphilo).
Poeta cordelista, com mais de 80 títulos publicados, entre cordéis e livros. Premiado várias vezes, já teve seu trabalho citado nos principais jornais e revistas do Brasil, e também na França, nas revistas Latitudes, Quadrant e Infos Brèsil. Sua versão em cordel de O Alienista de Machado de Assis (Nova Alexandria - SP) foi adotado em projetos da Biblioteca Nacional e das escolas de Belo Horizonte e, em 2013, fez parte do catálogo de literatura das feiras de Frankfurt, na Alemanha, e Bolonhas, na Itália.
É coautor, com Arlene Holanda, de Cordel: criar, rimar e letrar, livro selecionado pela Secretaria da Educação do Estado de São Paulo para o projeto Livros na Sala de Aula. A sua obra é citada em mais de 10 trabalhos acadêmicos, entre teses e monografias. Rouxinol do Rinaré atua também como revisor e ministrante de oficinas de Cordel. 
Fã de histórias em quadrinhos, criou cordéis inspirados em séries da italiana Sergio Bonelli Editore, o primeiro poema foi publicado em Tex #504 da Mythos Editora, em parceria com o fã-clube Confraria Bonelli, publicou os cordéis "Leituras de Dylan Dog" e "Nas Pegadas de Dampyr", os cordéis tiveram tiragem limitada e foram distribuídos de forma gratuita.

## Obras

### Cordéis
| - O Papagaio Real ou o Príncipe de Acelóis (*) -16 p. - A astúcia do jagunço Sabino o pistoleiro que vingou sua própria vítima - Ali Babá e os quarenta ladrões - O capitão de ladrões (*)-24 p. (Tupynanquim) - O ladrão de Bagdá - O folclore brasileiro - O Justiceiro do Norte (*) (em dois formatos: folheto simples e edição ilustrada)-32p. - A lenda do Guaraná - As bravuras de Donnar o matador de dragões (*)-32 p. (Tupynanquim) - A história dos martírios de uma mãe iraquiana (2 º) Lugar no 2 º Concurso Paulista de Literatura de Cordel) (*) (Luzeiro) - Saiona, a mulher dos olhos de fogo (*)-16p. - Culto a Baco e orgia – Peleja com Costa Senna (*) - CPTM e Metrô — rapidez, segurança e qualidade de vida (1º Lugar no 1º Concurso Paulista de Literatura de Cordel) - Violação — trágica história de Renato e Maria - Rachel de Queiroz — vida, obra e um adeus - Patativa do Assaré deixa o nordeste de luto - Andanças e aventuras do poeta Mário Gomes - Oscar Niemeyer, o gênio da arquitetura - A história da Praça do Ferreira - O testamento de Judas - I Festival de Internacional de Trovadores e Repentistas - O colar de pérolas e a lenda dos vaga-lumes - Dois meninos do sertão e o lobisomem fantasma - O valentão Chico Tromba e suas perversidades | - Raul Seixas e a Sociedade da Grã-Ordem Kavernista - O encontro de John Lennon com Raul Seixas no céu - Raul Seixas e Elvis Presley — o encontro de dois mitos - Raul Seixas e Paulo Coelho — buscando sonho e magia (*)-24p - ABC para lembrar Raulzito e Gonzagão (*)-08p. - Raul Seixas um cowboy fora da lei - A consciência ecológica na obra de Raul Seixas (*)-08p. - Os empreendedores - Mostra de Cinema Rosemberg Cariri (folheto promocional)(*) - O artista da rima (ao poeta Severino Batista) - IBGE — Competência e credibilidade por um Brasil melhor mais desenvolvido - Seu Lunga o rei do mau-humor (*)-16p - O esperado encontro de Coxinha com seu Lunga (*)-16p. - Salomão e Sulamita — o cântico erótico do amor (*)-16p. - Os grandes feitos de Rodolfo Teófilo - Respostas de Zé Charada no reino dos sabichões - Os mistérios dos perfumes - Rodolfo Teófilo — o Varão Benemérito da Pátria (parceria Serra Azul) - A história completa de Lampião e Maria Bonita (parceria Klévisson Viana) (Tupynanquim) - O grande encontro de Camões com Salomão (parceria Serra Azul) - O profeta Daniel e o sonho que o rei esqueceu (parceria Sebastião Paulino) - Antonio Conselheiro e a Guerra de Canudos (parceria Queiroz de França) - Peleja de dois poetas sobre a transposição do Rio São Francisco (parceria Klévisson Viana) | - A grande peleja virtual de Klévisson Viana e Rouxinol do Rinaré (Parceria) - A triste história de Catarina e Billy Macarrão (parceria Zé Cariri) - A história do filósofo Diógenes, o cínico (parceria Francisco Bento) - A história do holandês que inventou a Folkmídia (parceria Klévisson Viana) - O casamento do Morcego com a Catita (parceria Arievaldo Viana) - Dicas para o sucesso do produtor de caju (parceria Klévisson Viana) - Canal da Integração — levando vida e progresso ao povo do Ceará (parceria Klévisson Viana) - SEFAZ-Ceará — o futuro é o sol que brilha com as cores do vitral (parceria Klévisson Viana) - Os Sertões de Conselheiro, de Euclides e Gereba (parceria Klévisson Viana) - Saneamento é saúde (parceria Klévisson Viana) - CEREST-Ceará, a saúde do trabalhador em primeiro lugar (parceria Klévisson Viana) - São Paulo capital nordeste (parceria Klévisson Viana e Téo Azevedo) - Foi voando nas asas da Asa Branca que Gonzaga escreveu a sua história (parceria com vários poetas) - ABC do peido (*) – 08p. - Adeus Roberto Bolaños, de Chaves e Chapolin (parceria Klévisson Viana) (Tupynanquim) - A história dum filho errante e as preces de uma mãe (Luzeiro) (*) - Inéditos: - O reino da torre de ouro (vencedor do Prêmio Alberto Porfírio de Literatura de Cordel Inédita – 2010) - O velho que enganou a morte |

### Livros
- Um Curumim, um Pajé e a lenda do Ceará (Infanto-juvenil, Editora IMEPH-CE, 3ª edição)
- O Sapo com medo d’água (Infanto-juvenil, Editora IMEPH-CE)
- O Gato de botas, em cordel (Editora Escala Educacional-SP).
- O Alienista, em cordel (Editora Nova Alexandria-SP).
- Cordel-Rouxinol do Rinaré (Coletânea-Editora Hedra-SP).
- Cordel: Criar, Rimar e Letrar (em parceria com Arlene Holanda), para professores e interessados em técnica de produção de cordel ou uso do cordel na escola (EDITORA IMEPH-CE)
- Jorge e Carolina, uma linda história de amor (adaptação de “A viuvinha” de José de Alencar – Editora IMEPH-CE)
- ABC do Ceará, cearenses ilustres de renome nacional (Editora IMEPH-CE)
- Cordéis de Arrepiar - África (em parceria com Evaristo Geraldo, Editora IMEPH-CE)
- Cordéis de Arrepiar - América (em parceria com Evaristo Geraldo, Editora IMEPH-CE)
- A raposa pop star (em parceria com Arlene Holanda, Editora IMEPH-CE)
- Zé Charada no reino dos sabichões (Editora Littere-CE)
- História de Ali Babá e os 40 ladrões (adaptação em cordel, Editora Littere-CE)
- História da Praça do Ferreira (Editora Fortal-CE)
- O heroísmo de Rama (adaptação do clássico O Ramayana, parceria com Evaristo Geraldo - editora Aquariana-SP)
- A indiazinha e o colar de pérolas (parceria com Paiva Neves, Editora IMEPH-CE)
- O susto do ratinho inocente (Edição da SEDUC – Secretaria de Educação do Estado do Ceará)
- Rachel de Queiroz, a dama do romance (Conhecimento Editora-CE)
- As férias de Terezinha (infantil, Editora IMEPH-CE)
- Amazonas do Brasil: as mulheres guerreiras (Editora IMEPH-CE)
- O papagaio real ou o príncipe de Acelóis (editora Armazem da Cultura-CE)
- O preço da liberdade (Editora IMEPH-CE)
- Sete fábulas em cordel (org. Rouxinol do Rinaré, 7 autores – Editora IMEPH-CE)
- Osvaldo Cruz, o cientista da saúde (em parceria com Evaristo Geraldo, editora Ensinamento-DF)
- A astúcia do jagunço Sabino, o pistoleiro que vingou sua própria vítima (adaptação de um conto de Ribamar Lopes, editora Ensinamento-DF)
- A origem do Guaraná (Infanto-Juvenil, Conhecimento Editora-CE)
- Folclore Brasileiro (Infanto-Juvenil, Conhecimento Editora-CE)
- Cavalo de talo, boneca de milho (Infanto-Juvenil, Edições Demócrito Rocha-CE)
- Povo Marcado (parceria Klévisson Viana) – Quadrinhos, edição Sindicato dos Sapateiros.
- TRENDS – Sonhando e projetando o futuro (parceria com Klévisson Viana).

## Prémios
- 2002: 1º lugar no I Concurso Paulista de Literatura de cordel
- 2010: Classificado no Prêmio Alberto Porfírio de Literatura de Cordel, do Edital Literário para Autores Cearenses
- 2010: Prêmio Mais Cultura de Cordel – (MinC)
- 2010: Prêmio Manoel Coelho Raposo (categoria Selo Editorial) – Edital do Prêmio Literário Para Autor Cearense, SECULT
- 2012: PAIC, Prosa & Poesia

## Homenagens
- 2006: SECULT – Secretaria de Cultura do Estado do Ceará, nos 40 anos dessa Secretaria.
- 2013: Escola Profissionalizante Eusébio de Queiroz, que dá seu nome à Biblioteca.
- 2015: Dia da Literatura Cearense, Assembleia Legislativa do Estado. Rouxinol do Rinaré é também referência, junto a outros cearenses, no Museu da Língua Portuguesa de São Paulo.